# Phetchabun (stad)

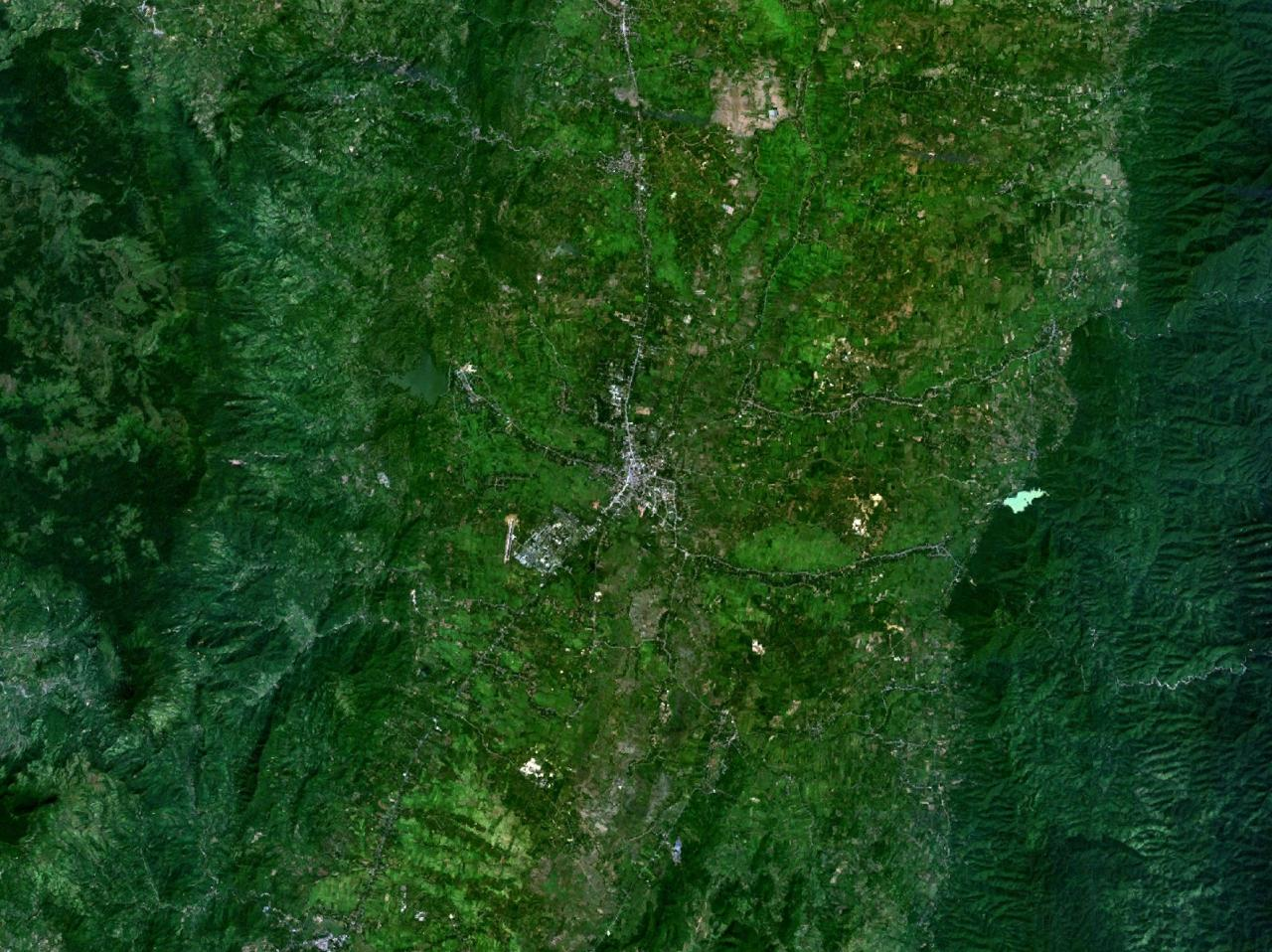
Satellietfoto van Phetchabun en omgeving

Phetchabun (Thais: เพชรบูรณ์) is een Thaise stad in de regio Noord-Thailand. Phetchabun is de hoofdstad van de provincie Phetchabun en het district Phetchabun. De stad telde in 2000 bij de volkstelling 42.156 inwoners.

## Klimaat
Phetchabun heeft een tropisch savanneklimaat (klimaatclassificatie van Köppen Aw). Winters zijn droog en erg warm. Temperaturen stijgen tot april, waarin het erg heet is met een gemiddeld dagelijks maximum van 37.2 °C. Het moesson is van laat april tot vroeg oktober, met hevige regenval en wat koelere temperaturen overdag, hoewel nachten warm blijven. 
| Maand                  | jan  | feb  | mrt  | apr  | mei  | jun  | jul  | aug  | sep  | okt  | nov  | dec  | Jaar  |
| ---------------------- | ---- | ---- | ---- | ---- | ---- | ---- | ---- | ---- | ---- | ---- | ---- | ---- | ----- |
| Hoogste maximum (°C)   | 38,9 | 39,1 | 42   | 42,5 | 42   | 38,4 | 37,6 | 36,5 | 36,3 | 36,5 | 35,5 | 36   | 42,5  |
| Gemiddeld maximum (°C) | 31,9 | 34,4 | 36,3 | 37,2 | 35   | 32,9 | 32,3 | 31,8 | 32   | 32,2 | 31,6 | 31   | 33,2  |
| Gemiddeld minimum (°C) | 15,9 | 18,9 | 21,8 | 24,1 | 24,5 | 42,2 | 23,8 | 23,8 | 23,6 | 22,6 | 19,5 | 16,1 | 23,1  |
| Laagste minimum (°C)   | 4    | 8,5  | 11   | 17,5 | 20,7 | 21,4 | 21,4 | 21,1 | 18,3 | 15,4 | 8,1  | 5,1  | 4     |
|                        |      |      |      |      |      |      |      |      |      |      |      |      |       |
| Neerslag (mm)          | 64   | 58   | 79   | 84   | 94   | 122  | 107  | 100  | 99   | 79   | 89   | 69   | 1.044 |